# Eremobates similis
Eremobates similis är en spindeldjursart som beskrevs av Muma 1951. Eremobates similis ingår i släktet Eremobates och familjen Eremobatidae. Inga underarter finns listade i Catalogue of Life.